# Антигитлеровская коалиция

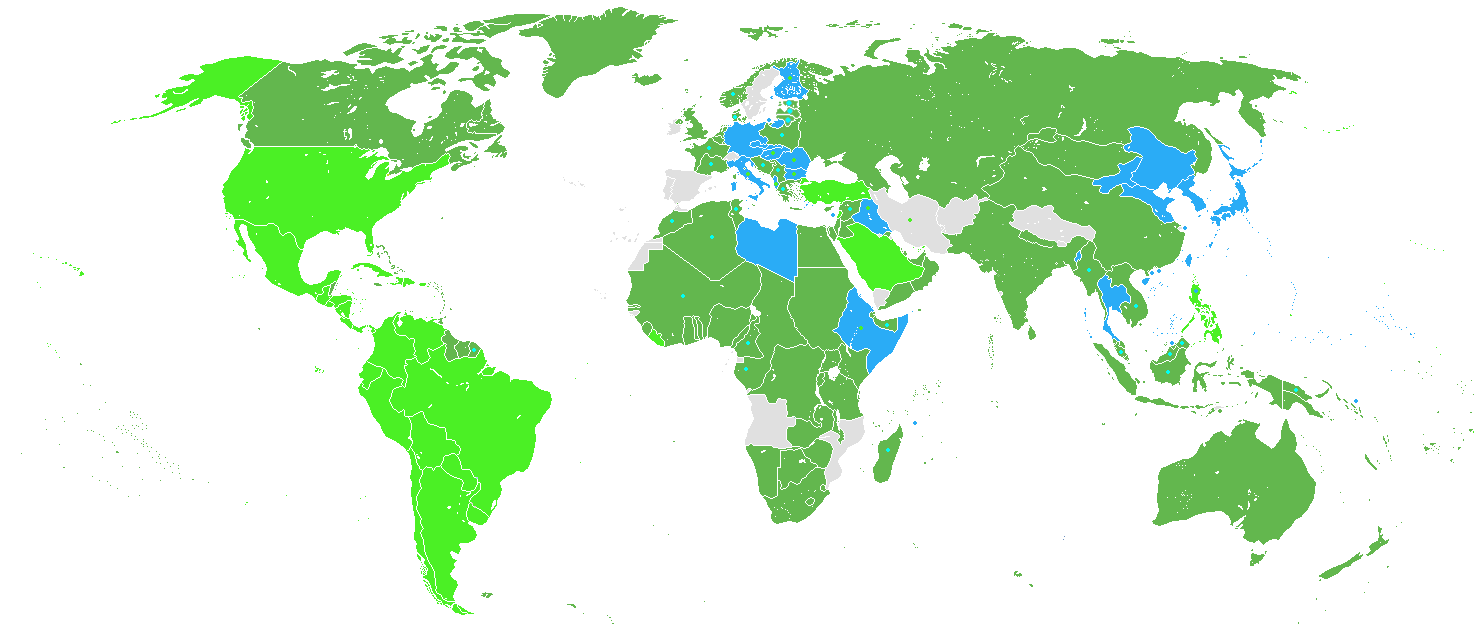
Зелёным цветом отмечены государства и страны антигитлеровской коалиции (светло-зелёным — присоединившиеся после атаки на Пёрл-Харбор), голубым цветом — страны «Оси»

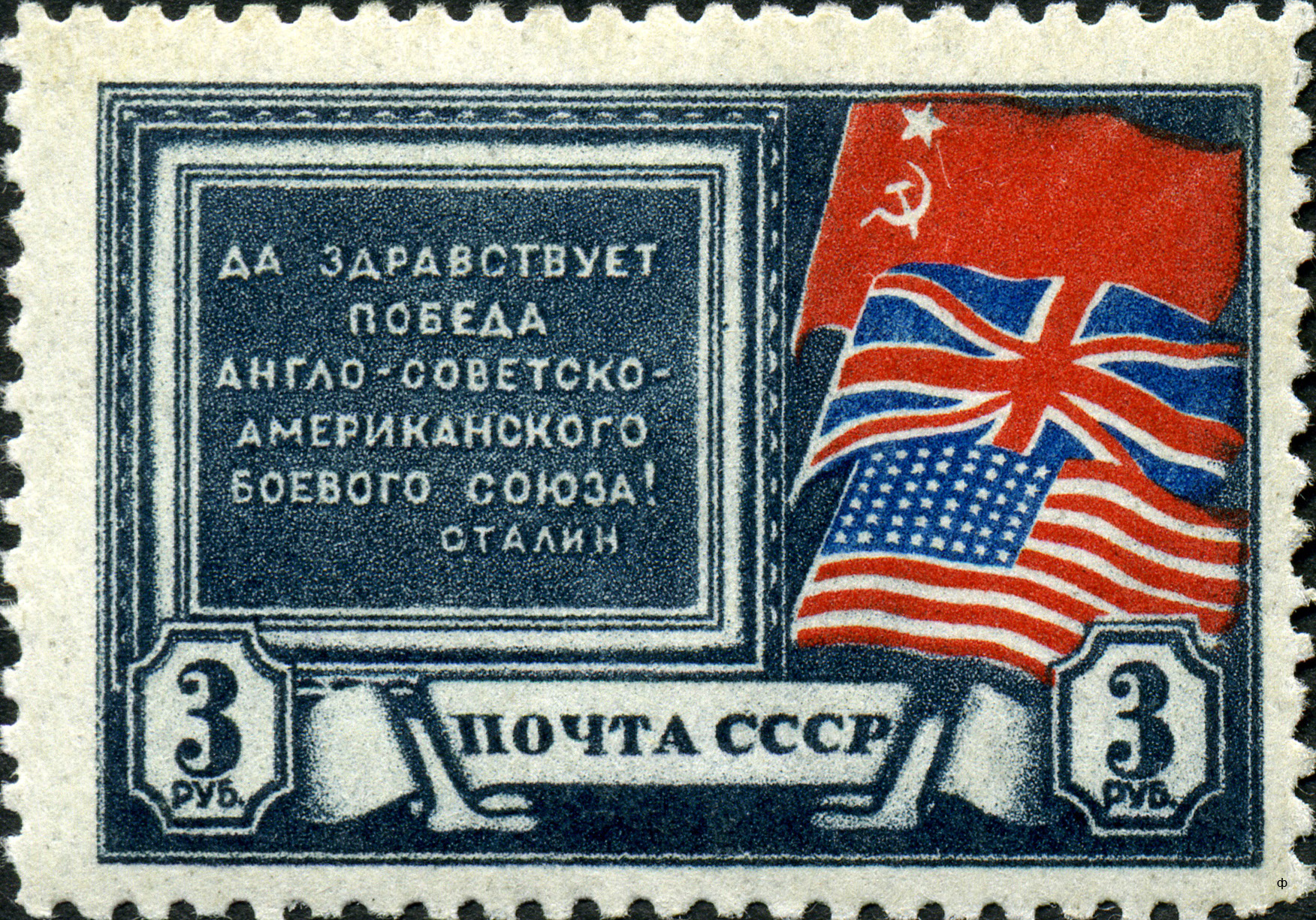
Почтовая марка СССР, 1943

Антиги́тлеровская коалиция, или союзники Второй мировой войны (англ. Allies of World War II) — объединение государств и народов, сражавшихся во Второй мировой войне 1939—1945 годов против коалиции стран Оси: нацистской Германии, фашистской Италии, Японской империи и их сателлитов и союзников.
В годы войны синонимом антигитлеровской коалиции стал термин «Объединённые нации» (United Nations), предложенный президентом США Франклином Рузвельтом и впервые встречающийся в Декларации Объединённых наций 1942 года (Вашингтонская декларация двадцати шести). Страны — члены коалиции победили в войне и определили послевоенное мироустройство, основав Организацию Объединённых Наций (ООН).

## Участники антигитлеровской коалиции

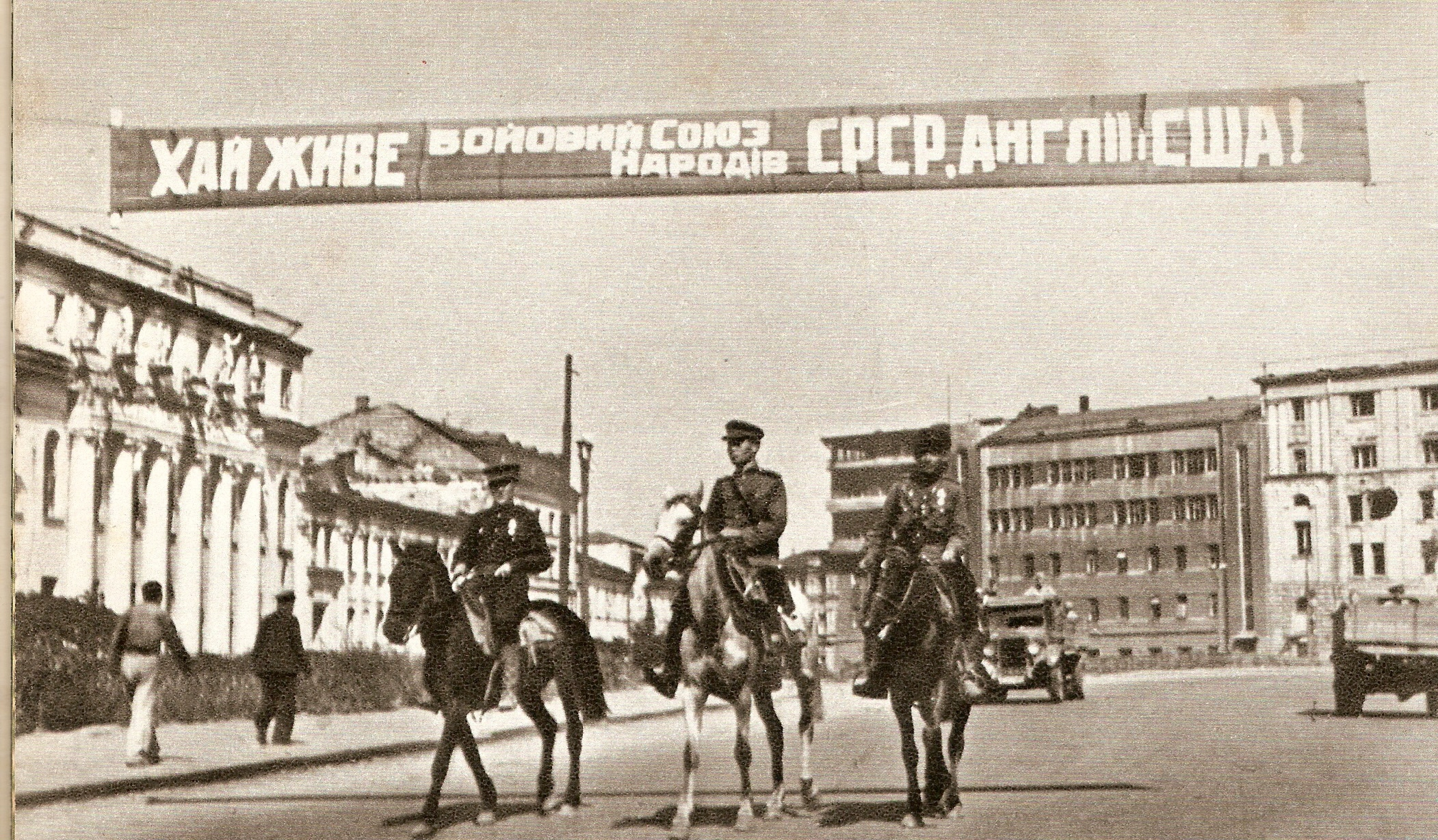
«Да здравствует боевой союз народов СССР, Англии и США!» — вывеска на украинском языке в Харькове вскоре после вступления в город Красной армии. 1943

С сентября 1939 года в состоянии войны с Нацистской Германией находились Польша, Франция, Великобритания и её доминионы (Англо-польский военный альянс 1939 года и Франко-польский альянс 1921 года). В результате нападения Нацистской Германии на СССР 22 июня 1941 года, в составе коалиции также оказался и Советский Союз. В результате нападения Японской империи на США 7 декабря 1941 года — в коалиции оказались США и Китай (в который Япония вторглась ещё в 1931 году).
На январь 1942 года антигитлеровская коалиция насчитывала 26 государств: Большая четвёрка (Великобритания, СССР, США, Китай), британские доминионы (Австралия, Канада, Новая Зеландия, Южная Африка) и зависимое государство Индия, страны Центральной и Латинской Америки, Карибского бассейна, а также правительства в изгнании оккупированных европейских стран. Число участников коалиции в ходе войны увеличивалось.
К моменту окончания военных действий с Японией в состоянии войны со странами «оси» находилось 54 государства: Австралия, Аргентина, Бельгия, Боливия, Бразилия, Великобритания, Венесуэла, Гаити, Гватемала, Гондурас, Греция, Дания, Доминиканская Республика, Египет, Индия, Ирак, Иран, Канада, Китай, Колумбия, Коста-Рика, Куба, Либерия, Ливан, Люксембург, Мексика, Монголия, Нидерланды, Никарагуа, Новая Зеландия, Норвегия, Панама, Парагвай, Перу, Польша, Сальвадор, Саудовская Аравия, Сирия, СССР, США, Турция, Уругвай, Филиппины, Франция, Чехословакия, Чили, Эквадор, Эфиопия, Югославия, Южно-Африканский Союз.
Войну Германии и её союзникам на заключительном этапе противостояния объявили также страны, входившие ранее в состав блока «Оси»: Королевство Италия после госпереворота в 1943 году, Болгария в результате госпереворота 1944 года, Румыния в результате королевского переворота, Финляндия после перемирия и Временное национальное правительство Венгрии, действовавшее с декабря 1944 года на подконтрольных СССР территориях.
Боевым союзником антигитлеровской коалиции было также и движение Сопротивления на оккупированных территориях (и внутри самих стран «Оси») против германских, итальянских и японских оккупантов, сотрудничавших с ними коллаборационистских режимов и властей государств «Оси».

## История объединения

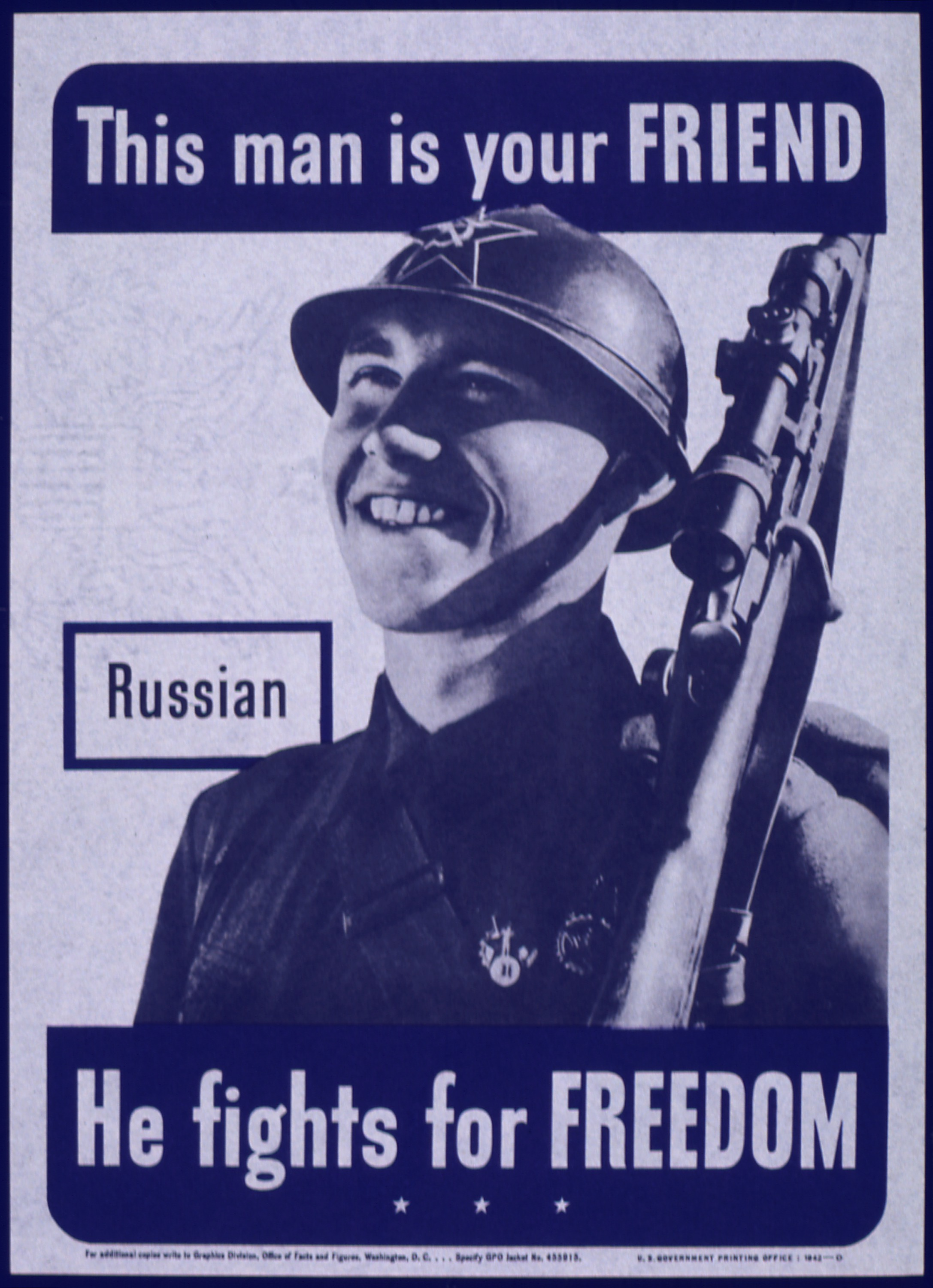
«Русский». Американский плакат времён войны из серии «Это твой друг. Он сражается за свободу»

Предшественница антигитлеровской коалиции — коалиция «Западных союзников» — возникла после вторжения нацистской Германии в Польшу в 1939 году, когда связанные с последней и между собой союзными соглашениями о взаимопомощи вступили в войну Великобритания, Франция и другие страны. До нападения Германии в 1941 году СССР не входил в антигитлеровскую коалицию.
Широкая антигитлеровская коалиция сложилась сначала по духу, после заявлений правительств США и Великобритании о поддержке Советского Союза после нападения на него Германии, а затем и по многосторонним договорам и документам, подписанным в результате длительных переговоров правительств трёх держав о взаимной поддержке и совместных действиях.
12 июля 1941 года было подписано совместное советско-британское соглашение по борьбе с Германией.
Уже 18 июля 1941 года Сталин писал Черчиллю, прося его об открытии Второго фронта: «Военное положение Советского Союза, равно как и Великобритании, было бы значительно улучшено, если бы был создан фронт против Гитлера на Западе (Северная Франция) и на Севере (Арктика)».
Черчилль ответил быстрым отказом, его письмо было получено в Москве уже 21 июля: «…начальники штабов не видят возможность сделать что-либо в таких размерах, чтобы это могло принести Вам хотя бы самую малую пользу».
24 июня президент США Рузвельт снял запрет на использование денежных фондов СССР в США, который был наложен в связи с войной между СССР и Финляндией.
В результате встречи личного представителя и соратника президента США Рузвельта Г. Гопкинса со Сталиным Гопкинс вынес твёрдую уверенность, что «русские будут воевать до конца» и, значит, США должны как можно скорее оказать эффективную поддержку Москве.
В итоге была достигнута договорённость о проведении трёхсторонней встречи (СССР, Великобритания, США) для рассмотрения вопроса о помощи со стороны западных стран попавшему в тяжёлое положение Советскому Союзу. Такая встреча была проведена в Москве 29 сентября — 1 октября. На ней была зафиксирована сумма, в пределах которой США готовы начать поставки необходимых товаров СССР.
А чуть позднее, специально приурочив свое решение к главному празднику СССР — годовщине Октябрьской революции, Рузвельт распространил действие закона о ленд-лизе на СССР.
При этом США до конца 1941 года (до нападения Японии) формально не были в состоянии войны, но были «невоюющим союзником» антигитлеровской коалиции, оказывая военную и экономическую помощь воюющим странам.
Вклад участников антигитлеровской коалиции в борьбу с врагом крайне неравномерен: одни участники вели активные военные действия с Германией и её союзниками, другие помогали им поставками военной продукции, третьи участвовали в войне только номинально. Так, воинские соединения некоторых стран — Польши, Чехословакии, Югославии, а также Австралии, Бельгии, Индии, Канады, Новой Зеландии, Филиппин, Эфиопии и других — принимали участие в военных действиях. Более 5000 корейцев воевали в составе подразделений антигитлеровской коалиции. Отдельные государства антигитлеровской коалиции (например, Мексика) помогали основным её участникам главным образом поставками военного сырья.
Военный союз Великобритании, СССР и США был вынужденным, направленным на разгром общего врага — нацистской Германии. Причиной постоянных трений между ними были открытие «второго фронта» в Западной Европе, на котором настаивал Сталин и против чего столь же последовательно до 1944 года выступал Черчилль, а также стремление Сталина как можно скорее получить признание границ СССР по состоянию на июнь 1941 года (вопрос о Западной Белоруссии, Западной Украине и Прибалтике). Военные действия западных союзников и СССР, действовавших на разных театрах военных действий, координировались только на уровне верховных главнокомандующих. Совместное командование и объединённый штаб были созданы только США и Великобританией.
Помощь, полученная Советским Союзом от участия в антигитлеровской коалиции, оценивается как значительная.

## Основные этапы формирования
- 12 июля 1941 года: советско-английское соглашение о совместных действиях в войне против Германии.
- 14 августа 1941 года: Атлантическая хартия США и Великобритании, к которой 24 сентября 1941 года присоединился СССР.
- 29 сентября — 1 октября 1941 года: Московская конференция министров иностранных дел СССР, Англии, США.
- 1941 год: начало поставок в СССР по ленд-лизу из США.
- 1 января 1942 года: подписание Вашингтонской декларации 26 государствами о целях войны против фашизма.
- Советско-английский договор о союзе в войне против Германии 26 мая 1942 года, подписанный в Лондоне.
- Советско-американское соглашение о принципах взаимной помощи в ведении войны против агрессии 11 июня 1942 года, Вашингтон.
- Создание Европейской консультативной комиссии согласно решению Московской конференции 1943 года министров иностранных дел Великобритании, СССР и США.
- Встреча Рузвельта, Черчилля и Чан Кайши, договор о совместных действиях против Японии.
- 28 ноября — 1 декабря 1943 года: Тегеранская конференция, встреча Рузвельта, Черчилля и Сталина, посвящённая выработке стратегии борьбы с Германией и странами «оси».
- 1—22 июля 1944 года: Валютно-финансовая конференция, обсуждалось урегулирование финансовых отношений по окончании войны.
- 10 декабря 1944 года: советско-французский договор о союзе и взаимной помощи.
- 4—11 февраля 1945 года: вторая встреча Рузвельта, Черчилля и Сталина.
- 17 июля — 2 августа 1945 года: Потсдамская конференция, последняя встреча лидеров «Большой тройки».
- 16—26 декабря 1945 года: Московская конференция, встреча министров иностранных дел Великобритании, СССР и США.

## Антигитлеровская коалиция и СССР

Монумент в честь содружества стран антигитлеровской коалиции, установленный в Мурманске (Россия)

Как правило, Вторая мировая война рассматривается историками в качестве вооружённого столкновения двух крупнейших коалиций — стран оси (фактически развязавших войну) и стран антигитлеровской коалиции, которая вынужденно им противостояла. Такой подход в целом справедлив, но всё же стоит понимать, что коалиции сформировались не сразу, а первоначально каждое государство действовало независимо и в соответствии со своими интересами.
Советский Союз до своего открытого военного столкновения с Германией 22 июня 1941 года вёл свои собственные захватнические войны, преследуя свои геополитические цели и интересы, играя на противоречиях двух противоборствующих коалиций. В предвоенный период конца 1930-х годов между СССР и Германией были налажены активные экономические взаимоотношения и торговля. Пытаясь разграничить сферы влияния с Германией и её союзниками, СССР чуть было не оказался в германской коалиции пакта четырёх держав — тем более что ранее практически как союзник РККА вместе с Вермахтом уже участвовала в разгроме и захвате Польши. Однако непомерные (по мнению Гитлера) геополитические аппетиты Сталина в итоге не позволили ему присоединиться к пакту четырёх держав и привели к войне германской коалиции государств против СССР, на стороне находившегося практически в полной международной изоляции СССР выступили только марионеточные просоветские режимы Монголии и Тувы (последняя в итоге была аннексирована Советским Союзом в 1944 году). И только нежелание распространения германского геополитического влияния на всю Европу и Евразию подтолкнуло страны антигитлеровской коалиции рассмотреть СССР (волею обстоятельств оказавшегося противником германской экспансии) в качестве естественного союзника в борьбе с Германией, что и побудило Англию и США начать оказывать всевозможную военную помощь СССР в войне против Германии, а Советский Союз также оказался среди стран антигитлеровской коалиции, в итоге сыграв важную роль в её победе.

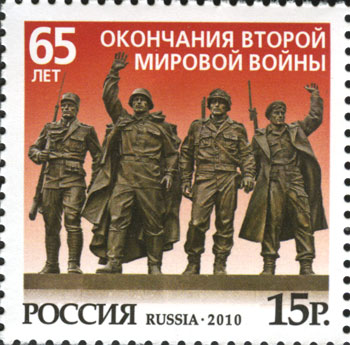
Памятник странам — участницам антигитлеровской коалиции на Поклонной горе. Почтовая марка России, 2010

Когда Черчиллю стало известно о нападении Германии на СССР, он вызвал четырёх наиболее приближённых членов кабинета министров на совещание. В ходе подготовки заявления возникли расхождения в оценке способности СССР к сопротивлению, и текст заявления был окончательно утверждён только за 20 минут до начала выступления Черчилля по радио.
Официальное заявление госдепартамента США последовало 23 июня 1941 г.; оно констатировало, что СССР находится в состоянии войны с Германией и «всякая оборона против гитлеризма, всякое объединение с силами, противостоящими гитлеризму, какой бы характер эти силы ни носили, будут способствовать возможному свержению нынешних германских лидеров и будут служить на пользу нашей собственной обороне и безопасности. Гитлеровские армии являются в настоящее время главной угрозой Американского материка». Президент США Рузвельт, выступая на пресс-конференции 24 июня 1941 г., также заявил: «Разумеется, мы собираемся предоставить России всю ту помощь, которую сможем».

## После окончания войны
9 мая 2010 года представители стран антигитлеровской коалиции (кроме Китайской республики, проигравшей в 1949 году гражданскую войну против КПК и ставшей частично признанным государством) приняли участие в параде Победы на Красной площади в Москве, впервые за всё время его проведения.